# ジョン・イスナー
- ジョン・イズナー

ジョン・ロバート・イスナー（John Robert Isner, 1985年4月26日 - ）は、アメリカ・ノースカロライナ州グリーンズボロ出身の元男子プロテニス選手。ATPランキング自己最高位はシングルス8位、ダブルス14位。これまでにATPツアーでシングルス16勝、ダブルス8勝を挙げている。身長208cm、体重108kg。右利き、バックハンド・ストロークは両手打ち。ジョージア大学卒業。ビッグサーバーとしても知られる。

## 選手経歴

### ジュニア時代
父親が建築家、母親は不動産業者の家庭に三兄弟の三男として生まれ、9歳からテニスを始めた。少年時代はその長身を生かしてバスケットボールもプレーしたが、11歳でテニスに専念する。ジョージア大学に進学して言語学を専攻しながらテニスアカデミーがあるフロリダ州のタンパに移住してプロを目指していた。

### 2007年 プロ転向
2004年から2007年までジョージア大学の学生テニス選手として活動し、2007年のNCAAテニス選手権でシングルス準優勝、ダブルス優勝を成し遂げた後にプロ選手となった。

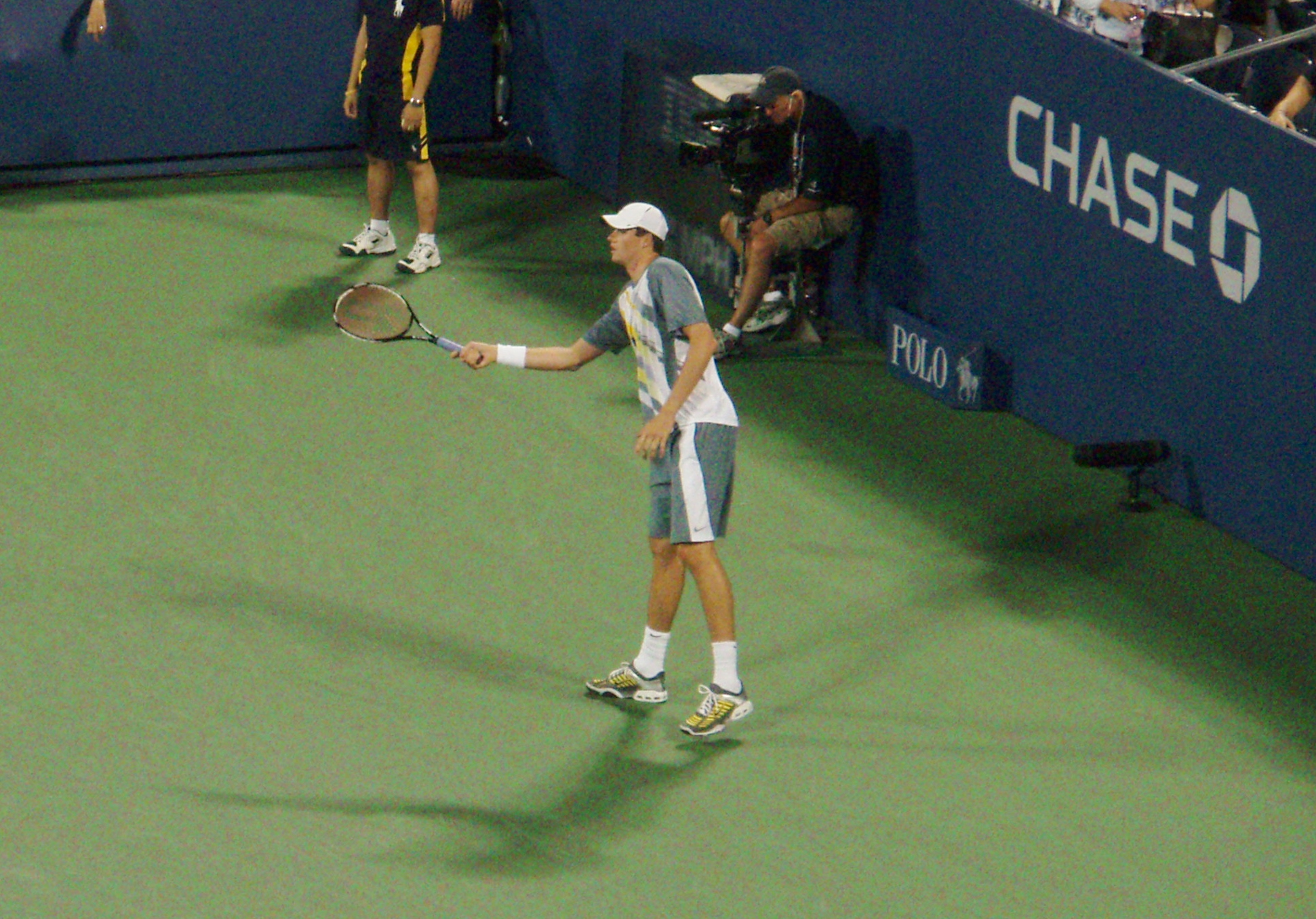
2007年全米オープンでのジョン・イズナー

7月のレッグ・メーソン・テニス・クラシックで決勝に進み、同じアメリカのアンディ・ロディックに4-6, 6-7(4)で敗れ、準優勝。8月末の全米オープンでは主催者推薦（ワイルドカード）から3回戦に進出し、第1シードのロジャー・フェデラーから第1セットのタイブレークを奪取した。この試合には7-6(4), 2-6, 4-6, 2-6で敗れたものの、イスナーはアメリカ期待の新星として一躍有名になった。年間最終ランキングは107位。

### 2008年 トップ100入り
2008年の4大大会では、シングルスはすべて1回戦敗退に終わったが、全仏オープンダブルスでサム・クエリーと組んだ3回戦進出があった。7月のテニス殿堂選手権で、イスナーはマーディ・フィッシュとペアを組み、男子ツアーでダブルス初優勝を挙げた。年間最終ランキングは144位。

### 2009年 トップ50入り

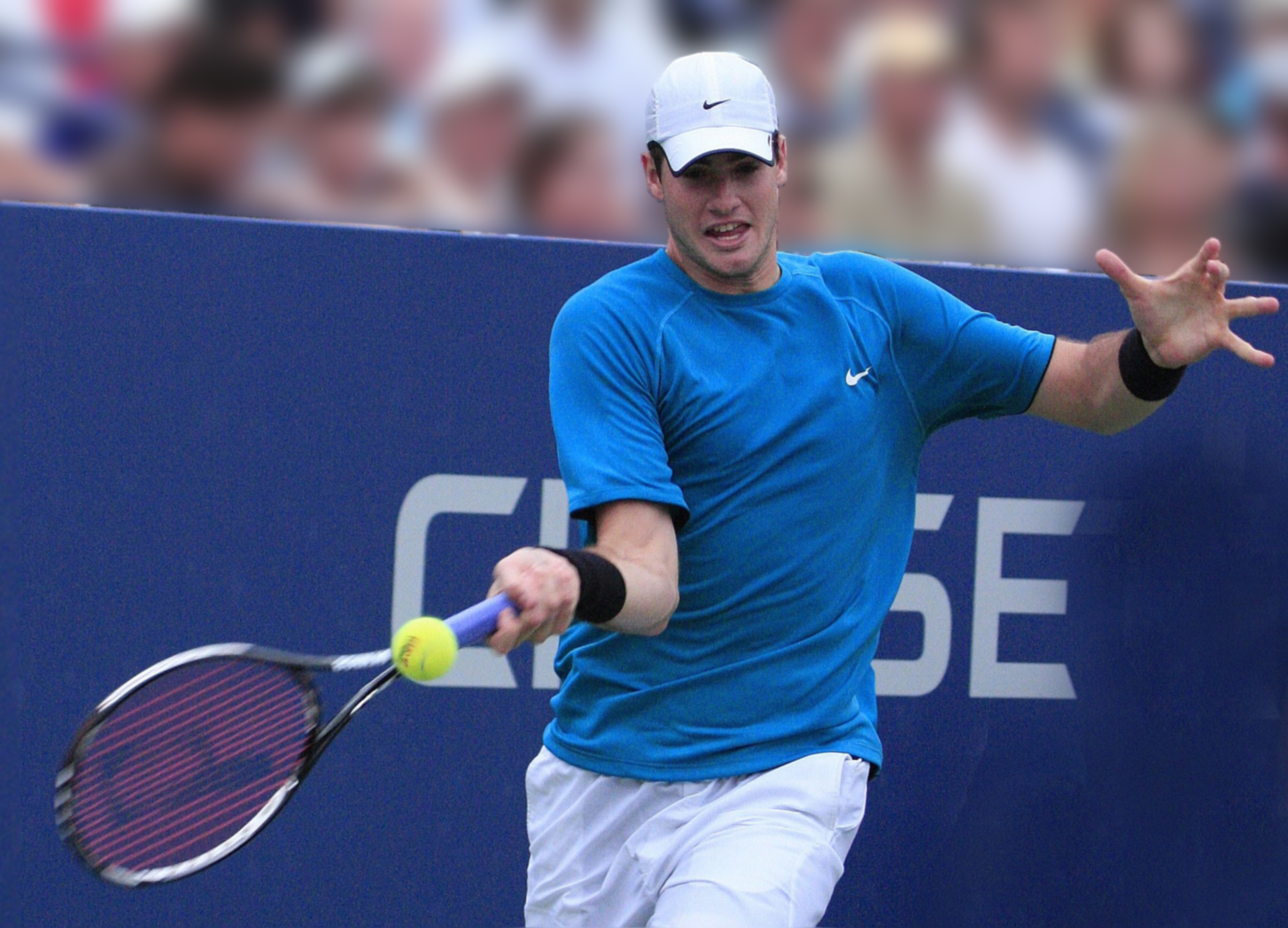
2009年全米オープンでのジョン・イズナー

2009年全豪オープン男子ダブルスでもフィッシュとペアを組んで出場し、ベスト8進出の成績を残している。その後、イスナーは春に患った伝染性単核球症のため、しばらくの間戦線を離脱し、全仏オープンとウィンブルドンを欠場した。
彼はそのプレースタイルから、1試合の中で多数のサービス・エースを奪っても、それを試合の勝利に結びつけられない時が多かった。その一例として、2009年全豪オープン1回戦では、ドミニク・フルバティから39本のサービスエースを奪ったが、6-7(4), 6-2, 2-6, 5-7のスコアで敗退した。
ようやく2009年全米オープンでイスナーはシングルスで2年ぶりの初戦突破を果たし、3回戦で第5シードのアンディ・ロディックを破る勝利を挙げた。この試合ではイスナーが38本のサービスエースを奪い、同じく強力サーブを最大の武器にするロディックも20本のサービスエースを放ち、両者合計で58本のサービスエースが乱れ飛ぶ戦いとなったが、最終第5セットのタイブレークの末に7-6(3), 6-3, 3-6, 5-7, 7-6(5)のスコアでイスナーが競り勝った。4回戦では第10シードのフェルナンド・ベルダスコに6-4, 4-6, 4-6, 4-6で敗れた。この大会では、アメリカからの男子シード選手だったロディック、ジェームズ・ブレーク、サム・クエリーの3人がすべて3回戦で敗退したため、イスナーは米国男子のシングルス最高成績をマークした。
2009年ATPツアーでエース数653本が6位にランクインされた。年間最終ランキングは34位。

### 2010年 ツアー初優勝 歴代最長試合

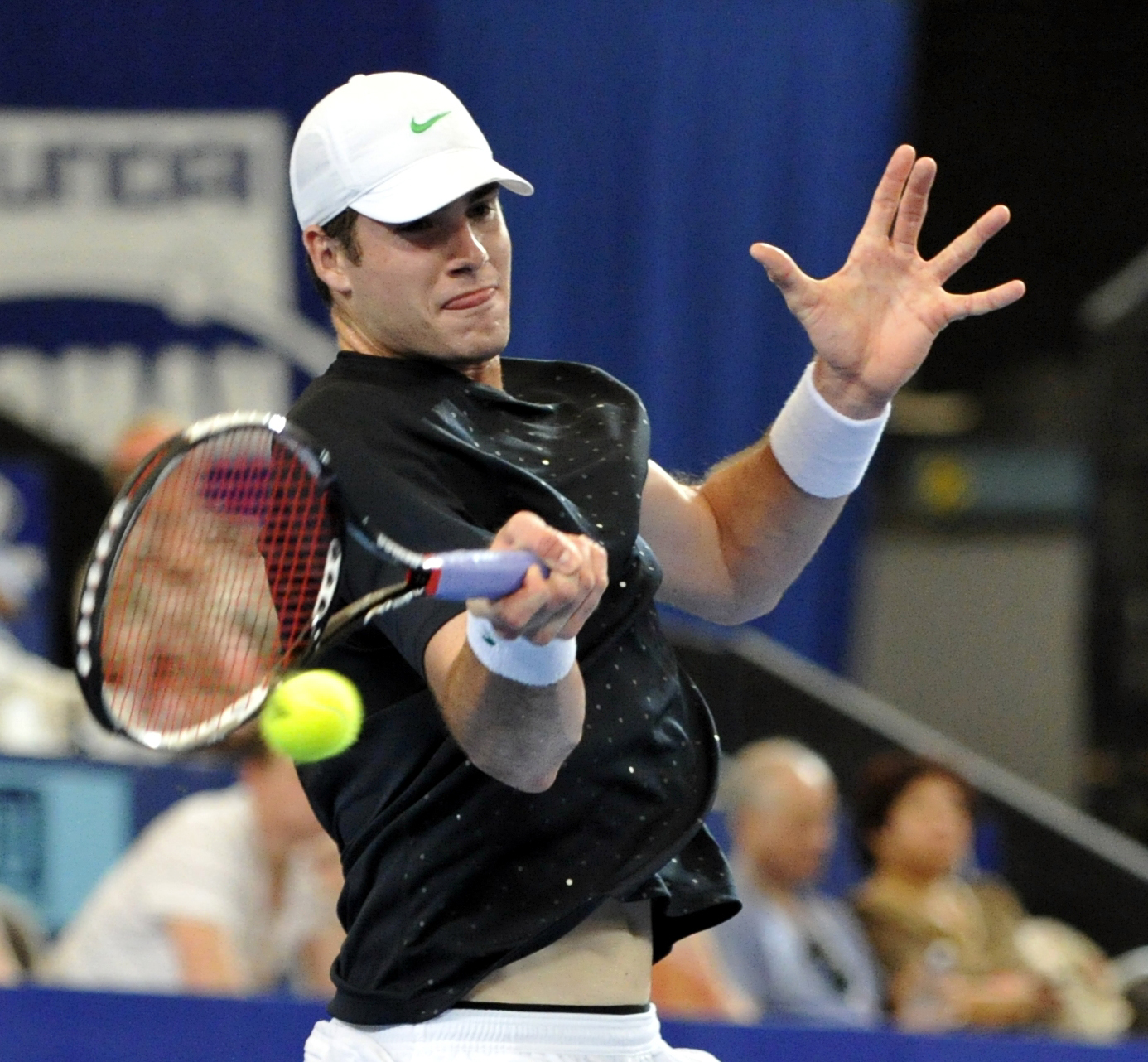
2010年全米オープンでのジョン・イズナー

年頭のハイネケン・オープンの決勝でアルノー・クレマンを破り、男子ツアーでシングルス初優勝を果たした。続く全豪オープンではシード選手の1人だったジル・シモンの直前欠場により、繰り上げで第33シードを与えられ、そこから4回戦まで勝ち進んだ。前年度の全米オープンに続く2大会連続の進出となった4回戦で第5シードのアンディ・マリーに6-7(4), 3-6, 2-6のストレートで敗退した。

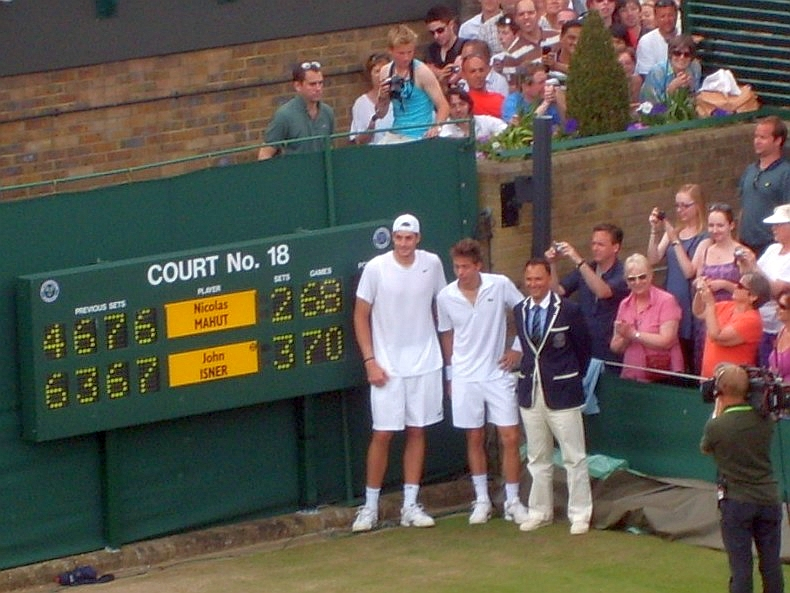
2010年ウィンブルドン選手権でのジョン・イズナーとニコラ・マユ

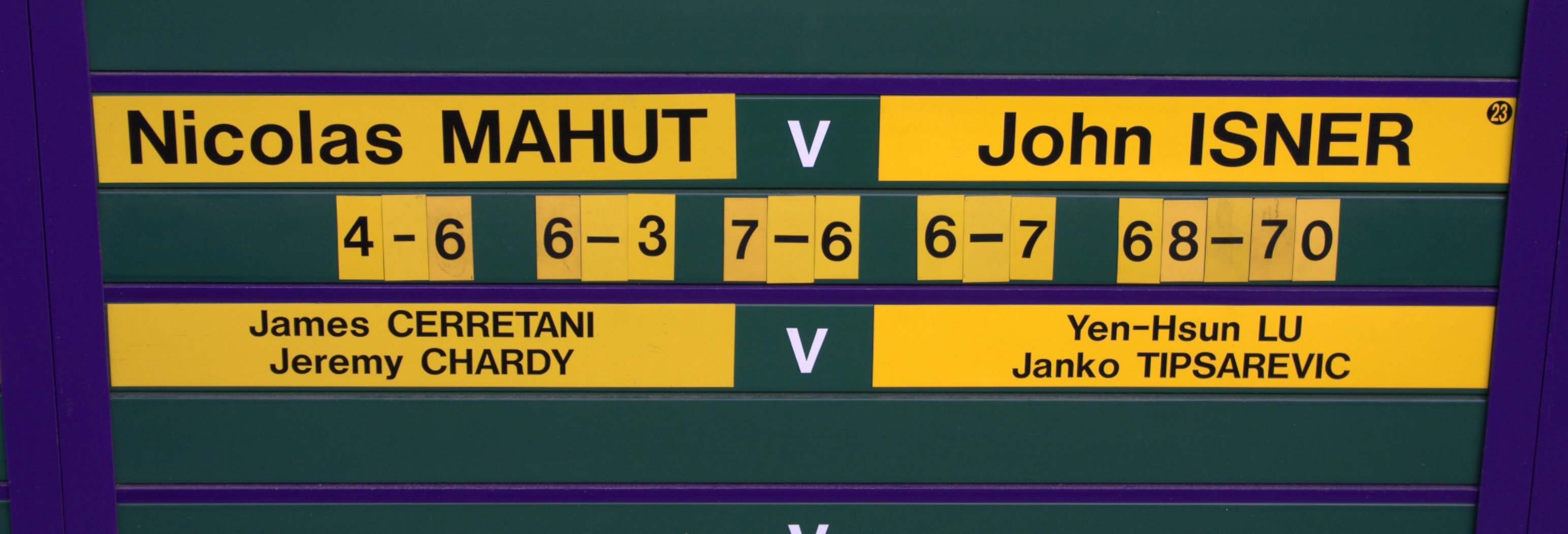
2010年ウィンブルドン選手権でのジョン・イズナーVSニコラ・マユ戦のスコアボード

ウィンブルドン選手権では1回戦で、6月22日から24日にかけてニコラ・マユと史上最長試合となる11時間5分の試合を戦い、6-4, 3-6, 6-7, 7-6, 70-68で制した。それまでの最長記録は2004年全仏オープンで記録された6時間33分だった。日没による中断が2回、イスナーは113本のサービスエースを記録した。また、対戦相手のマユも103本のサービスエースを記録し、合計215本のサービスエースが飛び交った。2回戦ではティーモ・デ・バッカーに歴代最長戦からきた疲労困憊のため1時間14分でストレート負け。さらにサービスエースも1本にとどまった。
2010年ATPツアーでエース数が1,048本がツアー1位にランクインされた。年間最終ランキングは19位。

### 2011年 全米ベスト8 ホップマン杯初優勝
2011年1月のホップマンカップではベサニー・マテック＝サンズと組み優勝。予選ではマユと再戦し6-3, 7-6で勝利。
全豪オープンでは3回戦のマリン・チリッチに6-4, 2-6, 7-6, 6-7, 7-9のフルセットで競り負けた。また、全仏オープン1回戦で男子シングルス1位のラファエル・ナダルと対戦。長いリーチと時速210km台の高速サーブを活かしナダルを脅かすも、4時間を越える4-6, 7-6, 7-6, 2-6, 4-6のフルセットで惜敗した。
7月のテニス殿堂選手権では決勝でオリビエ・ロクスを6–3, 7–6(6)で破りシングルスツアー2勝目を挙げた。アトランタ・テニス選手権では決勝でマーディ・フィッシュに敗れたが、ウィンストン・セーラム・オープンではジュリアン・ベネトーに4–6, 6–3, 6–4で勝利してシングルス3勝目を挙げた。
全米オープンでは4回戦でジル・シモンを7-6(2), 3-6, 7-6(2), 7-6(4)で破り4大大会では初のベスト8に進出。準々決勝ではアンディ・マリーに5-7, 4-6, 6-3, 6-7(2)で敗れた。
2011年はエース数811本がツアー2位、サービスゲーム勝率91％が1位にランクイン。年間最終ランキングは18位。

### 2012年 マスターズ準優勝 世界9位
全豪オープンでは3回戦でフェリシアーノ・ロペスに敗れた。2月のデビスカップ20121回戦のスイス戦ではロジャー・フェデラーを4-6, 6-3, 7-6(4), 6-2で破りチームの勝利に貢献した。
3月のBNPパリバ・オープンでは準決勝で世界ランク1位のノバク・ジョコビッチに勝利し、初めてATPマスターズ1000のシングルス決勝に進出し、ロジャー・フェデラーに6–7(7), 3–6で敗れて準優勝になった。4月の全米男子クレーコート選手権でも準優勝し、自己最高の9位を記録している。
全仏オープンでは2回戦でポール＝アンリ・マチューに7–6, 4–6, 4–6, 6–3, 16–18で敗れた。試合時間は5時間41分で大会史上2番目の長時間試合となった。（大会最長記録は2004年のファブリス・サントロとアルノー・クレマンの6時間33分である。）7月のテニス殿堂選手権では決勝でレイトン・ヒューイットを 7–6(1), 6–4で破り連覇を果たした。
7月のロンドン五輪でオリンピックに初出場した。シングルスではベスト8に進出し、準々決勝でロジャー・フェデラーに 4–6, 6–7(5)で敗れた。
8月のウィンストン・セーラム・オープンは決勝でトマーシュ・ベルディハを3–6, 6–4, 7–6(9)で勝利し大会連覇を果たした。
2012年シーズンのエース数1,005本がツアー1位、サービスゲーム勝率が92％が2位、ブレークポイントセーブ率74％が2位にランクインされる。年間最終ランキングは14位。

### 2013年 マスターズ準優勝
2013年のウエスタン・アンド・サザン・オープンではノーシードで出場し、第8シードのリシャール・ガスケ、第1シードのノバク・ジョコビッチ、第7シードのフアン・マルティン・デル・ポトロに勝利し、ATPマスターズ1000では2度目の決勝進出。決勝でラファエル・ナダルに6-7(8), 6-7(3)で敗れ、準優勝。
2013年シーズンはサービスエース数979本、ブレークポイントセーブ率71％がツアー1位を記録。サービスゲーム勝率90％が2位、ファーストサービスポイント率79％、セカンドサーブポイント率56％が3位にランクインした。年間最終ランキングは14位。

### 2014年 ツアー9勝目
年初のハイネケン・オープンでは決勝で盧彦勳を7-6(4), 7-6(7)のストレートで破り、ツアー8勝目を挙げた。BNPパリバ・オープンではベスト8進出。準々決勝ではエルネスツ・ガルビスを7-6(4), 7-6(3)のストレートで破り、大会2度目のベスト4進出。準決勝ではノバク・ジョコビッチに7-5, 6-7(2), 6-1で敗れた。全仏オープンでは第10シードとして出場。1回戦でピエール＝ユーグ・エルベールを7-6(5), 7-6(4), 7-5のストレートで、2回戦でミハイル・ククシュキンを6-7(6), 7-6(4), 6-3, 7-6(4)の逆転でそれぞれ下して、3回戦で第17シードのトミー・ロブレドを7-6(13), 7-6(3), 6-7(5), 5-7で破り、大会初の4回戦進出。4回戦では第8シードのトマーシュ・ベルディハに4-6, 4-6, 4-6のストレートで敗れた。アトランタ・オープンでは決勝でドゥディ・セラを6-3, 6-4のストレートで下してツアー8勝目を挙げた。
2014年シーズンは、サービスゲーム勝率93%、ブレークポイントセーブ率75%がツアー1位を記録。他にもサービスエース数989本が3位、ファーストサービス成功率69％で3位、ファーストサービスポイント率79％で5位、セカンドサーブポイント率57％で2位を記録した。年間最終ランキングは19位。

### 2015年 ツアー10勝目
第22シードで出場した2015年マイアミ・オープンでは第9シードのグリゴール・ディミトロフ、第5シードのミロシュ・ラオニッチ、第4シードの錦織圭を倒して自身大会初のベスト4に進出した。マドリード・オープンではニック・キリオスを破り自身初のベスト8進出。7月のアトランタ・テニス選手権では決勝でマルコス・バグダティスを破り3連覇達成。シティ・オープンでは2年ぶりに決勝に進出するも錦織圭に敗れる。年間最終ランキングは11位。

### 2016年 マスターズ準優勝

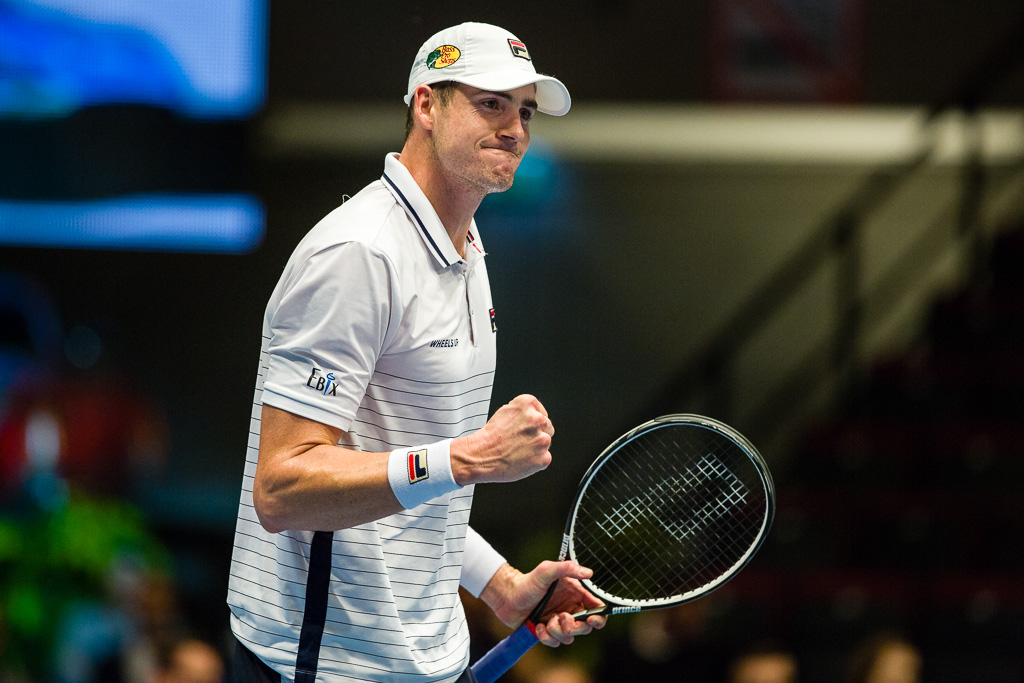
ジョン・イズナー（2016年）

2016年のアトランタ・テニス選手権では4連覇を目指したが、決勝でニック・キリオスに敗れ、準優勝となった。シーズン最後の大会のパリ・マスターズでは4年ぶりに準決勝に進出すると、マリン・チリッチに勝利し、3年ぶりにATPマスターズ1000で決勝に進出する。決勝でアンディ・マリーに敗れ、3度目の準優勝となった。

### 2017年 ツアー12勝目
2017年、BNLイタリア国際では3回戦で第3シードのスタン・ワウリンカをストレートで破り、準々決勝では第6シードマリン・チリッチを倒し初の準決勝に進出。しかし、この大会を優勝する事となる若手アレクサンダー・ズベレフに敗れた。テニス殿堂オープンでは決勝でマシュー・エブデンを破り3度目の優勝を飾った。翌週のアトランタ・テニス選手権でも第3シードのジレ・ミュラーを破り決勝に進出し、ライアン・ハリソンを破り2年ぶり4度目の優勝となった。ウエスタン・アンド・サザン・オープンとロレックス・パリ・マスターズではベスト4。年間最終ランキングは17位。

### 2018年 マスターズ初優勝 ウィンブルドンベスト4 ATPファイナルズ初出場 世界8位
シーズン序盤は不調で全豪オープンを含む大会で早期敗退が続いたが3月のBNPパリバ・オープンではダブルスでジャック・ソックとのペアで優勝を果たす。マイアミ・オープンでは4回戦で第2シードのマリン・チリッチ、準決勝で第5シードのフアン・マルティン・デル・ポトロに勝利し、ATPマスターズ1000で4度目の決勝進出。決勝で第4シードのアレクサンダー・ズベレフに6-7(4), 6-4, 6-4で勝利し、シングルスでATPマスターズ1000初優勝を果たした。大会後のランキングでトップ10復帰を果たす。
クレーシーズンに入り、マドリード・オープンではベスト8入り。準々決勝ではアレクサンダー・ズベレフに敗れた。BNLイタリア国際では1回戦でアルベルト・ラモス＝ビノラスに惜敗。リヨン・オープンでは準々決勝でキャメロン・ノリーに敗れた。第9シードで迎えた全仏オープンでは4回戦まで進出するも、第5シードのフアン・マルティン・デル・ポトロに4-6, 4-6, 4-6にストレートで敗退。
第9シードで迎えた迎えたウィンブルドン選手権ではグランドスラムで初めてベスト4に進出。準決勝では第8シードのケビン・アンダーソンに6-7(6), 7-6(5), 7-6(9), 4-6, 24-26と歴代2位の試合時間となる6時間36分のフルセットの末に敗れた。7月16日付の世界ランキングで自己最高の8位を記録した。
アトランタ・テニス選手権で2年連続5回目の優勝を果たす。ロジャーズ・カップでは2回戦敗退。ウエスタン・アンド・サザン・オープンでは1回戦でサム・クエリーに敗退。全米オープンでは第11シードとして出場し、4回戦で第25シードのミロシュ・ラオニッチに3-6, 6-3, 6-4, 3-6, 6-2のフルセットで勝ち、2010年以来2度目のベスト8入りを決める。準々決勝でフアン・マルティン・デル・ポトロに7-6(5), 3-6, 6-7(4), 2-6で敗退。
レーバー・カップではシングルス第1戦でアレクサンダー・ズベレフ、第2戦でロジャー・フェデラーに敗れたが、ダブルスではジャック・ソックと組み、フェデラー/ズベレフ組を破った。結果は欧州選抜の優勝。ストックホルム・オープンではベスト4入りするも、エルネスツ・ガルビスに敗れた。エルステ・バンク・オープンでは3回戦でガエル・モンフィスに敗退。パリ・マスターズでは2回戦でカレン・ハチャノフに敗れた。
レースランキングは10位ながらも、ラファエル・ナダルとフアン・マルティン・デル・ポトロの欠場によって、繰り上げでATPファイナルズ初出場を果たす。33歳での初出場は1972年以降では最年長記録である。しかし、ラウンドロビンでジョコビッチ、マリン・チリッチ、アレクサンダー・ズベレフに敗れ、3戦全敗に終わった。それでも素晴らしいシーズンを送れた理由について、体のケアに重点を置いたことをあげている。年間最終ランキングは10位。

### 2019年 マスターズ準優勝

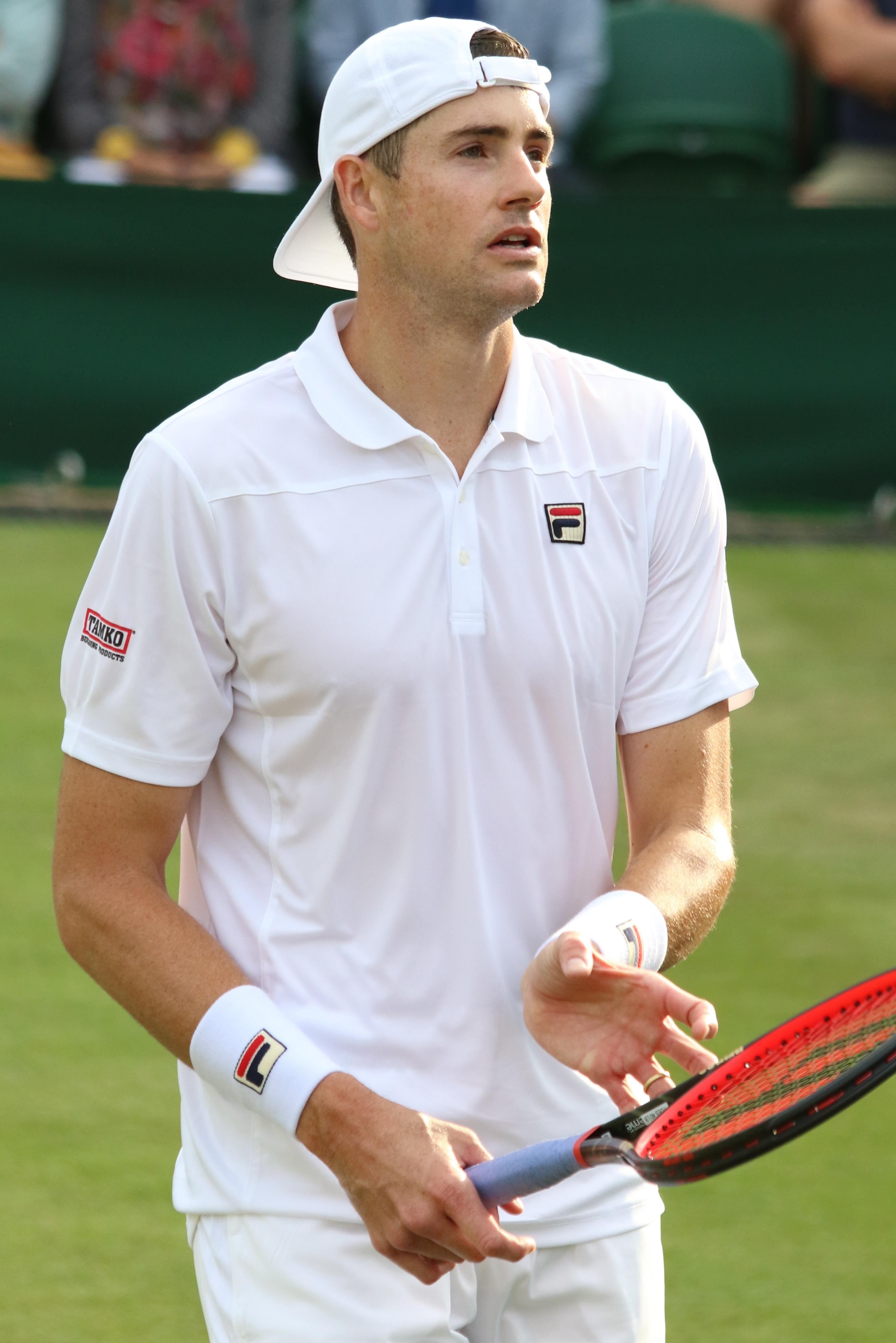
2019年ウィンブルドン選手権でのジョン・イズナー

全豪オープンでは1回戦でライリー・オペルカに6-7(4), 6-7(6), 7-6(4), 6-7(5)のフルセットで敗れ、ニューヨーク・オープンの準決勝でもオペルカに敗れた。BNPパリバ・オープンでは4回戦でカレン・ハチャノフに敗れたが、続くマイアミ・オープンでは2年連続で決勝に進出。ロジャー・フェデラーに1-6, 4-6で敗れ、準優勝。この決勝戦で左足に疲労骨折を負い、クレーシーズンを全休した。昨年ベスト4入りしたウィンブルドン選手権で復帰するも、2回戦でミハイル・ククシュキンに4-6, 7-6(3), 6-4, 1-6,4-6のフルセットで敗退。
テニス殿堂選手権では決勝でアレクサンダー・ブブリクを破って、2年ぶり4度目の優勝とツアー15勝目を挙げた。ロジャーズ・カップはクリスチャン・ガリンに2回戦敗退。ウエスタン・アンド・サザン・オープンでは2回戦でパブロ・カレーニョ・ブスタに敗れた。全米オープンでは3回戦まで駒を進めるも、第22シードのマリン・チリッチに5-7, 6-3, 6-7(6), 4-6で敗れた。
レーバー・カップでは世界選抜として出場して、シングルス第1戦でアレクサンダー・ズベレフに勝利。第2戦ではロジャー・フェデラーに敗れた。ダブルスではジャック・ソックと組み、ステファノス・チチパス/フェデラー組に勝利。結果は欧州選抜に及ばず、優勝を逃した。上海マスターズでは3回戦でノバク・ジョコビッチに敗れた。パリ・マスターズでは2回戦でクリスチャン・ガリンに初戦敗退。年間最終ランキングは19位。
年間最終世界ランキングを10年連続トップ20として、2010年代でこれを達成したのは他にロジャー・フェデラー、ラファエル・ナダル、ノバク・ジョコビッチだけである偉業を記録した。

### 2020年 ATP杯初出場

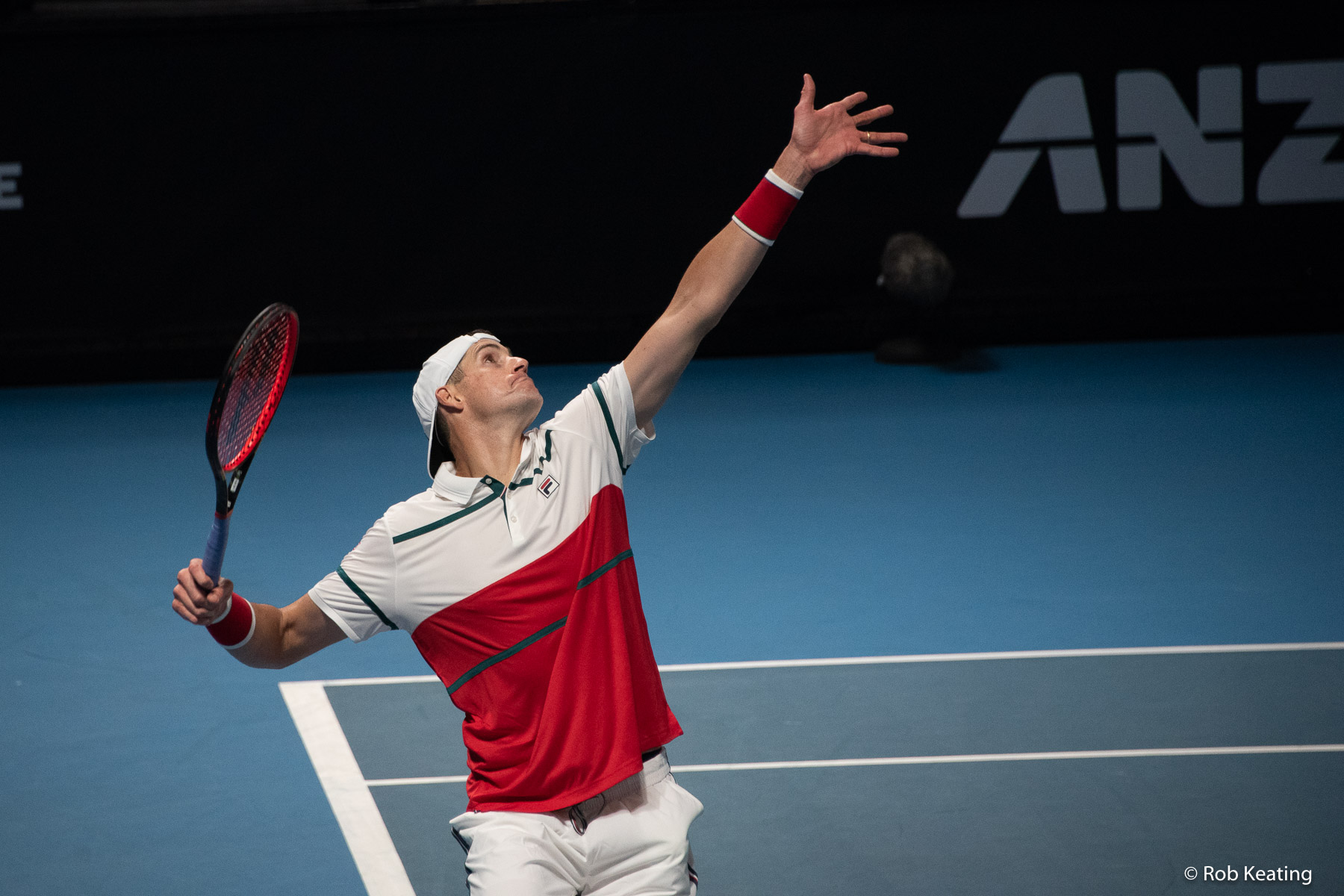
2020年全豪オープンでのジョン・イズナー

ATPカップではアメリカ代表のエースとして出場。グループステージではノルウェーのキャスパー・ルード、ロシアのダニール・メドベージェフ、イタリアのファビオ・フォニーニに全敗してラウンドロビン敗退。
ASBクラシックではベスト4入りするも、ウゴ・アンベールに敗れた。全豪オープンには3回戦で足の負傷によりスタン・ワウリンカ戦で4-6, 1-4時点の途中棄権を余儀なくされた。ウエスタン・アンド・サザン・オープンでは3回戦に進出。3回戦でステファノス・チチパスに敗れた。全米オープンでは1回戦で同胞のスティーブ・ジョンソン (テニス選手)に7-6(5), 3-6, 7-6(5), 3-6, 6-7(3)のフルセットで敗れた。全仏オープンでは2回戦でセバスチャン・コルダに4-6, 4-6, 6-2, 4-6で敗退。年間最終ランキングは25位。

### 2021年 ツアー16勝目
マイアミ・オープンでは3回戦でロベルト・バウティスタ・アグートに敗れ、2019年のポイントが失効したことにより、トップ30位から陥落。マドリード・オープンでは大会2度目のベスト8入り。準々決勝でドミニク・ティエムに敗れた。
全仏オープンでは1回戦でサム・クエリー、2回戦でフィリップ・クライノビッチにそれぞれ勝利し、3回戦ではステファノス・チチパスに7-5, 3-6, 6-7(3), 1-6で敗れた。ウィンブルドン選手権では1回戦で西岡良仁に6-7(5), 6-2, 3-6, 7-6(3), 4-6のフルセットで敗退。
ロス・カボス・オープンは準決勝で同胞のブランドン・ナカシマに敗れたが、ダブルスでは優勝を果たし、ダブルスツアー6勝目を挙げた。続くアトランタ・オープンではナカシマを決勝で下し、シングルスツアー16勝目を挙げた。
ロジャース・カップでは第13シードのクリスチャン・ガリン、第4シードのアンドレイ・ルブレフ、第11シードのガエル・モンフィスなどのシード選手らを破り、ベスト4入り。準決勝ではダニール・メドベージェフに敗れたが、大会後の2021年8月16日のランキングで世界第26位になり、トップ30位復帰。ウエスタン・アンド・サザン・オープンでは3回戦でブノワ・ペールに敗れた。全米オープンではナカシマに初戦敗退。
レーバーカップには世界選抜として参戦。シングルスではアレクサンダー・ズベレフに6-7(5), 7-6(6), 5-10で敗れた。ダブルス第1戦ではデニス・シャポバロフと組み、マッテオ・ベレッティーニ/ズベレフ組を4-6, 7-6(2), 10-1で勝利。ダブルス第2戦ニック・キリオスと組み、ステファノス・チチパス/アンドレイ・ルブレフ組に7-6(8), 3-6, 4-10に敗退して、世界選抜初優勝とはならなかった。BNPパリバ・オープンでは2回戦のヤニック・シナー戦を前に棄権した。年間最終ランキングは24位。

### 2022年 サンシャインダブル達成
全豪オープンでは第19シードで出場。同胞のマクシム・クレシーに6-7(2), 5-7, 7-6(4), 7-6(4), 4-6のフルセットの熱戦で敗れた。ダラス・オープンでは準決勝で同胞ライリー・オペルカに6-7(7), 6-7(22)の熱戦で敗れた。同大会のダブルスでベスト4入り。メキシコ・オープンでは2回戦でキャメロン・ノリーに敗れたが、ダブルスではベスト4入り。
BNPパリバ・オープンでは2回戦でサム・クエリー、3回戦でディエゴ・シュワルツマンを下すも4回戦でグリゴール・ディミトロフに敗れたが、ダブルスではジャック・ソックと組み、ペアとして2018年以来2度目のATPマスターズ1000ダブルス優勝を果たした。続くマイアミ・オープンはフベルト・フルカチュと組みダブルスに出場。決勝でクールホフ/スクプスキを破り、サンシャイン・ダブルを達成した。年間最終ランキングは41位。

### 2023年 引退
8月、全米オープンを最後に現役引退を発表した。

## 史上最長試合

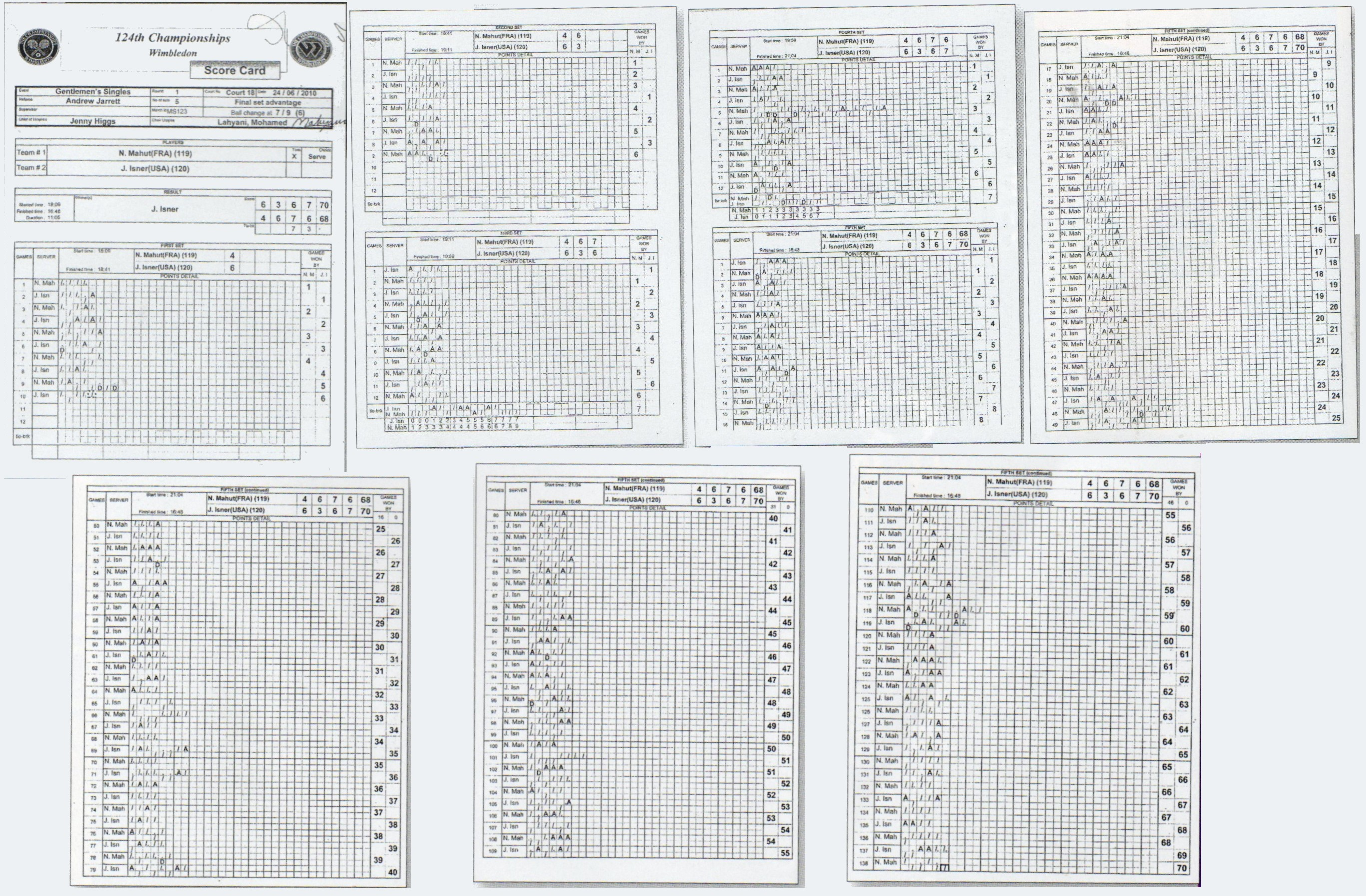
2010年ウィンブルドン選手権でのジョン・イズナーVSニコラ・マユ戦における7枚のスコアカード

2010年6月22日から24日、ウィンブルドン選手権シングルス1回戦、当時世界ランク23位のイスナーと予選通過者のニコラ・マユの対戦においてこれまでの最長記録6時間33分を大幅に更新し、史上最長記録となる11時間5分を記録した。
火曜22日18時13分（イギリス夏時間で17時13分）に18番コートにて試合が開始。21時7分、第5セットを始める前に翌日に延期。水曜23日14時5分試合再開。17時45分、最長記録を更新。21時9分、最終セット59ゲームオールにて翌日に延長。木曜24日15時40分試合再開。3日目の16時47分最終セット8時間11分でイスナー勝利。
|                  | 1 (32分) | 2 (29分) | 3 (49分) | 4 (64分) | 5 (491分) |
| ---------------- | -------- | -------- | -------- | -------- | --------- |
| ジョン・イスナー | 6        | 3        | 67       | 7        | 70        |
| ニコラ・マユ     | 4        | 6        | 7        | 63       | 68        |

### 記録
- 1試合でのエース数「113本」
- 1セットでのエース数「85本」
- 1試合でのゲーム獲得数「92」
- 1試合でのゲーム敗北数「91」
- 1試合のウィナー数「246本」
- 1試合最長試合「11時間5分」
- 1日での最長プレイ時間「7時間6分」
- 1日でのゲーム数「118」

## 主要大会決勝

### ATPマスターズ1000

#### シングルス:5 (優勝1回, 準優勝4回)
| 結果   | 年     | 大会                 | サーフェス    | 対戦相手                 | スコア              |
| ------ | ------ | -------------------- | ------------- | ------------------------ | ------------------- |
| 準優勝 | 2012年 | インディアンウェルズ | ハード        | ロジャー・フェデラー     | 6-7(7-9), 3-6       |
| 準優勝 | 2013年 | シンシナティ         | ハード        | ラファエル・ナダル       | 6-7(8-10), 6-7(3-7) |
| 準優勝 | 2016年 | パリ                 | ハード (室内) | アンディ・マリー         | 3-6, 7-6(7-4), 4-6  |
| 優勝   | 2018年 | マイアミ             | ハード        | アレクサンダー・ズベレフ | 6-7(4-7), 6-4, 6-4  |
| 準優勝 | 2019年 | マイアミ             | ハード        | ロジャー・フェデラー     | 1-6, 4-6            |

#### ダブルス:8 (優勝5回, 準優勝3回)
| 結果   | 年     | 大会                 | サーフェス | パートナー               | 対戦相手                                                | スコア                 |
| ------ | ------ | -------------------- | ---------- | ------------------------ | ------------------------------------------------------- | ---------------------- |
| 準優勝 | 2010年 | ローマ               | クレー     | サム・クエリー           | ボブ・ブライアン マイク・ブライアン                     | 2-6, 3-6               |
| 優勝   | 2011年 | ローマ               | クレー     | サム・クエリー           | マーディ・フィッシュ アンディ・ロディック               | 不戦勝                 |
| 準優勝 | 2012年 | インディアンウェルズ | ハード     | サム・クエリー           | マルク・ロペス ラファエル・ナダル                       | 2-6, 6-7(3-7)          |
| 優勝   | 2016年 | 上海                 | ハード     | ジャック・ソック         | ヘンリ・コンティネン ジョン・ピアース                   | 6-4, 6-4               |
| 優勝   | 2018年 | インディアンウェルズ | ハード     | ジャック・ソック         | ボブ・ブライアン マイク・ブライアン                     | 7-6(7-4), 7-6(7-2)     |
| 優勝   | 2022年 | インディアンウェルズ | ハード     | ジャック・ソック         | サンディアゴ・ゴンサレス エドゥアール・ロジェ＝バセラン | 7-6(7-4), 6-3          |
| 優勝   | 2022年 | マイアミ             | ハード     | フベルト・フルカチュ     | ウェスリー・クールホフ ニール・スクプスキ               | 7-6(7-5), 6-4          |
| 準優勝 | 2022年 | ローマ               | クレー     | ディエゴ・シュワルツマン | ニコラ・メクティッチ マテ・パビッチ                     | 2-6, 7-6(8-6), [10-12] |

## ATPツアー決勝進出結果

### シングルス: 31回 (16勝15敗)
| 大会グレード                    |
| グランドスラム (0–0)            |
| ATPファイナルズ (0–0)           |
| ATPツアー・マスターズ1000 (1–4) |
| ATPツアー500 (0–3)              |
| ATPツアー250 (15–8)             |

| サーフェス別タイトル |
| ハード (11–12)       |
| クレー (1–3)         |
| 芝 (4–0)             |
| カーペット (0–0)     |

| 結果   | No. | 決勝日        | 大会                   | サーフェス    | 対戦相手                         | スコア                         |
| ------ | --- | ------------- | ---------------------- | ------------- | -------------------------------- | ------------------------------ |
| 準優勝 | 1.  | 2007年5月8日  | ワシントンD.C.         | ハード        | アンディ・ロディック             | 4-6, 6-7(4-7)                  |
| 優勝   | 1.  | 2010年1月16日 | オークランド           | ハード        | アルノー・クレマン               | 6-3, 5-7, 7-6(7-2)             |
| 準優勝 | 2.  | 2010年2月21日 | メンフィス             | ハード (室内) | サム・クエリー                   | 7-6(7-3), 6-7(5-7), 3-6        |
| 準優勝 | 3.  | 2010年5月9日  | ベオグラード           | クレー        | サム・クエリー                   | 6-3, 6-7(4-7), 4-6             |
| 準優勝 | 4.  | 2010年7月25日 | アトランタ             | ハード        | マーディ・フィッシュ             | 6-4, 4-6, 6-7(4-7)             |
| 優勝   | 2.  | 2011年7月10日 | ニューポート           | 芝            | オリビエ・ロクス                 | 6-3, 7-6(8-6)                  |
| 準優勝 | 5.  | 2011年7月24日 | アトランタ             | ハード        | マーディ・フィッシュ             | 6-3, 6-7(6-8), 2-6             |
| 優勝   | 3.  | 2011年8月27日 | ウィンストン・セーラム | ハード        | ジュリアン・ベネトー             | 4-6, 6-3, 6-4                  |
| 準優勝 | 6.  | 2012年3月18日 | インディアンウェルズ   | ハード        | ロジャー・フェデラー             | 6-7(7-9), 3-6                  |
| 準優勝 | 7.  | 2012年4月15日 | ヒューストン           | クレー        | フアン・モナコ                   | 2-6, 6-3, 3-6                  |
| 優勝   | 4.  | 2012年7月15日 | ニューポート           | 芝            | レイトン・ヒューイット           | 7-6(7-1), 6-4                  |
| 優勝   | 5.  | 2012年8月25日 | ウィンストン・セーラム | ハード        | トマーシュ・ベルディハ           | 3-6, 6-4, 7-6(9-7)             |
| 優勝   | 6.  | 2013年4月14日 | ヒューストン           | クレー        | ニコラス・アルマグロ             | 6-3, 7-5                       |
| 優勝   | 7.  | 2013年7月28日 | アトランタ             | ハード        | ケビン・アンダーソン             | 6-7(3-7), 7-6(7-2), 7-6(7-2)   |
| 準優勝 | 8.  | 2013年8月4日  | ワシントンD.C.         | ハード        | フアン・マルティン・デル・ポトロ | 6-3, 1-6, 2-6                  |
| 準優勝 | 9.  | 2013年8月18日 | シンシナティ           | ハード        | ラファエル・ナダル               | 6-7(8-10), 6-7(3-7)            |
| 優勝   | 8.  | 2014年1月11日 | オークランド           | ハード        | 盧彦勲                           | 7-6(7-4), 7-6(9-7)             |
| 優勝   | 9.  | 2014年7月27日 | アトランタ             | ハード        | ドゥディ・セラ                   | 6-3, 6-4                       |
| 優勝   | 10. | 2015年8月2日  | アトランタ             | ハード        | マルコス・バグダティス           | 6-3, 6-3                       |
| 準優勝 | 10. | 2015年8月9日  | ワシントンD.C.         | ハード        | 錦織圭                           | 6-4, 4-6, 4-6                  |
| 準優勝 | 11. | 2016年8月7日  | アトランタ             | ハード        | ニック・キリオス                 | 6-7(3-7), 6-7(4-7)             |
| 準優勝 | 12. | 2016年11月6日 | パリ                   | ハード (室内) | アンディ・マリー                 | 3-6, 7-6(7-4), 4-6             |
| 優勝   | 11. | 2017年7月23日 | ニューポート           | 芝            | マシュー・エブデン               | 6-3, 7-6(7-4)                  |
| 優勝   | 12. | 2017年7月30日 | アトランタ             | ハード        | ライアン・ハリソン               | 7-6(8-6), 7-6(9-7)             |
| 優勝   | 13. | 2018年4月1日  | マイアミ               | ハード        | アレクサンダー・ズベレフ         | 6-7(4-7), 6-4, 6-4             |
| 優勝   | 14. | 2018年7月29日 | アトランタ             | ハード        | ライアン・ハリソン               | 5-7, 6-3, 6-4                  |
| 準優勝 | 13. | 2019年3月31日 | マイアミ               | ハード        | ロジャー・フェデラー             | 1-6, 4-6                       |
| 優勝   | 15. | 2019年7月21日 | ニューポート           | 芝            | アレクサンダー・ブブリク         | 7-6(7-2), 6-3                  |
| 優勝   | 16. | 2021年8月1日  | アトランタ             | ハード        | ブランドン・ナカシマ             | 7-6(10-8), 7-5                 |
| 準優勝 | 14. | 2022年4月10日 | ヒューストン           | クレー        | ライリー・オペルカ               | 3-6, 6-7(7-9)                  |
| 準優勝 | 15. | 2023年2月13日 | ダラス (en)            | ハード (室内) | 吴易昺                           | 7-6(7-4), 6-7(3-7), 6-7(12-14) |

### ダブルス: 14回 (8勝6敗)
| 結果   | No. | 決勝日         | 大会                 | サーフェス    | パートナー               | 対戦相手                                                | スコア                 |
| ------ | --- | -------------- | -------------------- | ------------- | ------------------------ | ------------------------------------------------------- | ---------------------- |
| 優勝   | 1.  | 2008年7月7日   | ニューポート         | 芝            | マーディ・フィッシュ     | ロハン・ボパンナ アイサム＝ウル＝ハク・クレシ           | 6-4, 7-6               |
| 優勝   | 2.  | 2010年2月21日  | メンフィス           | ハード (室内) | サム・クエリー           | ロス・ハッチンス ジョーダン・カー                       | 6-4, 6-4               |
| 準優勝 | 1.  | 2010年5月2日   | ローマ               | クレー        | サム・クエリー           | ボブ・ブライアン マイク・ブライアン                     | 2-6, 3-6               |
| 準優勝 | 2.  | 2011年4月9日   | ヒューストン         | クレー        | サム・クエリー           | ボブ・ブライアン マイク・ブライアン                     | 7-6(7-4), 2-6, [5-10]  |
| 優勝   | 3.  | 2011年5月15日  | ローマ               | クレー        | サム・クエリー           | マーディ・フィッシュ アンディ・ロディック               | 不戦勝                 |
| 準優勝 | 3.  | 2012年3月18日  | インディアンウェルズ | ハード        | サム・クエリー           | マルク・ロペス ラファエル・ナダル                       | 2-6, 6-7(3-7)          |
| 優勝   | 4.  | 2016年10月16日 | 上海                 | ハード        | ジャック・ソック         | ヘンリ・コンティネン ジョン・ピアース                   | 6-4, 6-4               |
| 準優勝 | 4.  | 2017年3月4日   | アカプルコ           | ハード        | フェリシアーノ・ロペス   | ジェイミー・マリー ブルーノ・ソアレス                   | 3-6, 3-6               |
| 準優勝 | 5.  | 2017年10月8日  | 北京                 | ハード        | ジャック・ソック         | ヘンリ・コンティネン ジョン・ピアース                   | 3-6, 6-3, [7-10]       |
| 優勝   | 5.  | 2018年3月17日  | インディアンウェルズ | ハード        | ジャック・ソック         | ボブ・ブライアン マイク・ブライアン                     | 7-6(7-4), 7-6(7-2)     |
| 優勝   | 6.  | 2021年7月25日  | ロス・カボス         | ハード        | ハンス・ハック           | ハンター・リース セム・ファーベーク                     | 5-7, 6-2, [10-4]       |
| 優勝   | 7.  | 2022年3月20日  | インディアンウェルズ | ハード        | ジャック・ソック         | サンディアゴ・ゴンサレス エドゥアール・ロジェ＝バセラン | 7-6(7-4), 6-3          |
| 優勝   | 8.  | 2022年3月20日  | マイアミ             | ハード        | フベルト・フルカチュ     | ウェスリー・クールホフ ニール・スクプスキ               | 7-6(7-5), 6-4          |
| 準優勝 | 6.  | 2022年5月15日  | ローマ               | クレー        | ディエゴ・シュワルツマン | ニコラ・メクティッチ マテ・パビッチ                     | 2-6, 7-6(8-6), [10-12] |

## シングルス成績
略語の説明
| W | F | SF | QF | #R | RR | Q# | LQ | A | Z# | PO | G | S | B | NMS | P | NH |

W=優勝, F=準優勝, SF=ベスト4, QF=ベスト8, #R=#回戦敗退, RR=ラウンドロビン敗退, Q#=予選#回戦敗退, LQ=予選敗退, A=大会不参加, Z#=デビスカップ/BJKカップ地域ゾーン, PO=デビスカップ/BJKカッププレーオフ, G=オリンピック金メダル, S=オリンピック銀メダル, B=オリンピック銅メダル, NMS=マスターズシリーズから降格, P=開催延期, NH=開催なし.

### シングルス

#### グランドスラム大会
| 大会           | 2007 | 2008 | 2009 | 2010 | 2011 | 2012 | 2013 | 2014 | 2015 | 2016 | 2017 | 2018 | 2019 | 2020 | 2021 | 2022 | 2023 | 通算成績 |
| -------------- | ---- | ---- | ---- | ---- | ---- | ---- | ---- | ---- | ---- | ---- | ---- | ---- | ---- | ---- | ---- | ---- | ---- | -------- |
| 全豪オープン   | A    | 1R   | 1R   | 4R   | 3R   | 3R   | A    | 1R   | 3R   | 4R   | 2R   | 1R   | 1R   | 3R   | A    | 1R   | 1R   | 15–14    |
| 全仏オープン   | A    | 1R   | A    | 3R   | 1R   | 2R   | 3R   | 4R   | 2R   | 4R   | 3R   | 4R   | A    | 2R   | 3R   | 3R   | 1R   | 22–14    |
| ウィンブルドン | A    | 1R   | A    | 2R   | 2R   | 1R   | 2R   | 3R   | 3R   | 3R   | 2R   | SF   | 2R   | NH   | 1R   | 3R   | 1R   | 18–14    |
| 全米オープン   | 3R   | 1R   | 4R   | 3R   | QF   | 3R   | 3R   | 3R   | 4R   | 3R   | 3R   | QF   | 3R   | 1R   | 1R   | 2R   | 2R   | 32–16    |

* 2022年全米2回戦の不戦敗は通算成績に含まない。

#### 大会最高成績
| 大会                 | 成績 | 年                     |
| -------------------- | ---- | ---------------------- |
| ATPファイナルズ      | RR   | 2018                   |
| インディアンウェルズ | F    | 2012                   |
| マイアミ             | W    | 2018                   |
| モンテカルロ         | 3R   | 2015                   |
| マドリード           | QF   | 2015, 2021             |
| ローマ               | SF   | 2017                   |
| カナダ               | SF   | 2012, 2021             |
| シンシナティ         | F    | 2013                   |
| 上海                 | 3R   | 2012, 2014, 2015, 2017 |
| パリ                 | F    | 2016                   |
| オリンピック         | QF   | 2012                   |
| デビスカップ         | SF   | 2012, 2018             |
| ATPカップ            | RR   | 2020, 2021             |

## ダブルス成績

### 大会最高成績
| 大会                 | 成績 | 年         |
| -------------------- | ---- | ---------- |
| ATPファイナルズ      | A    | 出場なし   |
| インディアンウェルズ | W    | 2018, 2022 |
| マイアミ             | W    | 2022       |
| モンテカルロ         | A    | 出場なし   |
| マドリード           | SF   | 2011, 2022 |
| ローマ               | W    | 2011       |
| カナダ               | 2R   | 2016       |
| シンシナティ         | QF   | 2008       |
| 上海                 | W    | 2016       |
| パリ                 | QF   | 2018       |
| オリンピック         | 1R   | 2012       |
| デビスカップ         | SF   | 2012, 2018 |
| ATPカップ            | RR   | 2020, 2021 |